# Затор
За̀тор (на полски: Zator; на немски: Seifersdorf) е град в Южна Полша, Малополско войводство, Ошвенчимски окръг. Административен център е на градско-селската Заторска община. Заема площ от 11,52 км2. Градът е бил столица на Заторското княжество, съществувало в периода 1445–1564 г.

## Население
Според данни от полската Централна статистическа служба, към 1 януари 2014 г. населението на града възлиза на 3 683 души. Гъстотата е 320 души/км2.

## Галерия
- Сградата на кметството
- Заторският замък, 1840 г.
- Заторският замък, 1914 г.
- Заторският замък
- Заторският замък
- Енорийска църква „Свети Адалберт и свети Георги“ от 1393 г.
- Къщи за гости в центъра